# Gastronomia d'Àustria
La gastronomia d'Àustria és la gastronomia tradicional i pròpia d'Àustria. La cuina austríaca ofereix una síntesi de totes les cuines de l'Europa central i té influències de les cuines hongaresa, txeca, italiana, croata, suïssa, sèrbia, eslovaca, turca, jueva i de la cuina de Baviera. Es poden trobar plats tradicionals en cadascun dels nou estats d'Àustria.
Inclou plats tan coneguts com la xucrut i les salsitxes (de tipus "frankfurt") entre d'altres.

## Ingredients bàsics
- Carn: bou
- Peix: carpa
- Verdures: col, patata
- Cereals i llegums: blat
- Fruita: poma
- Greix per cuinar: greix animal
- Altres: formatge, xocolata, nata

## Plats

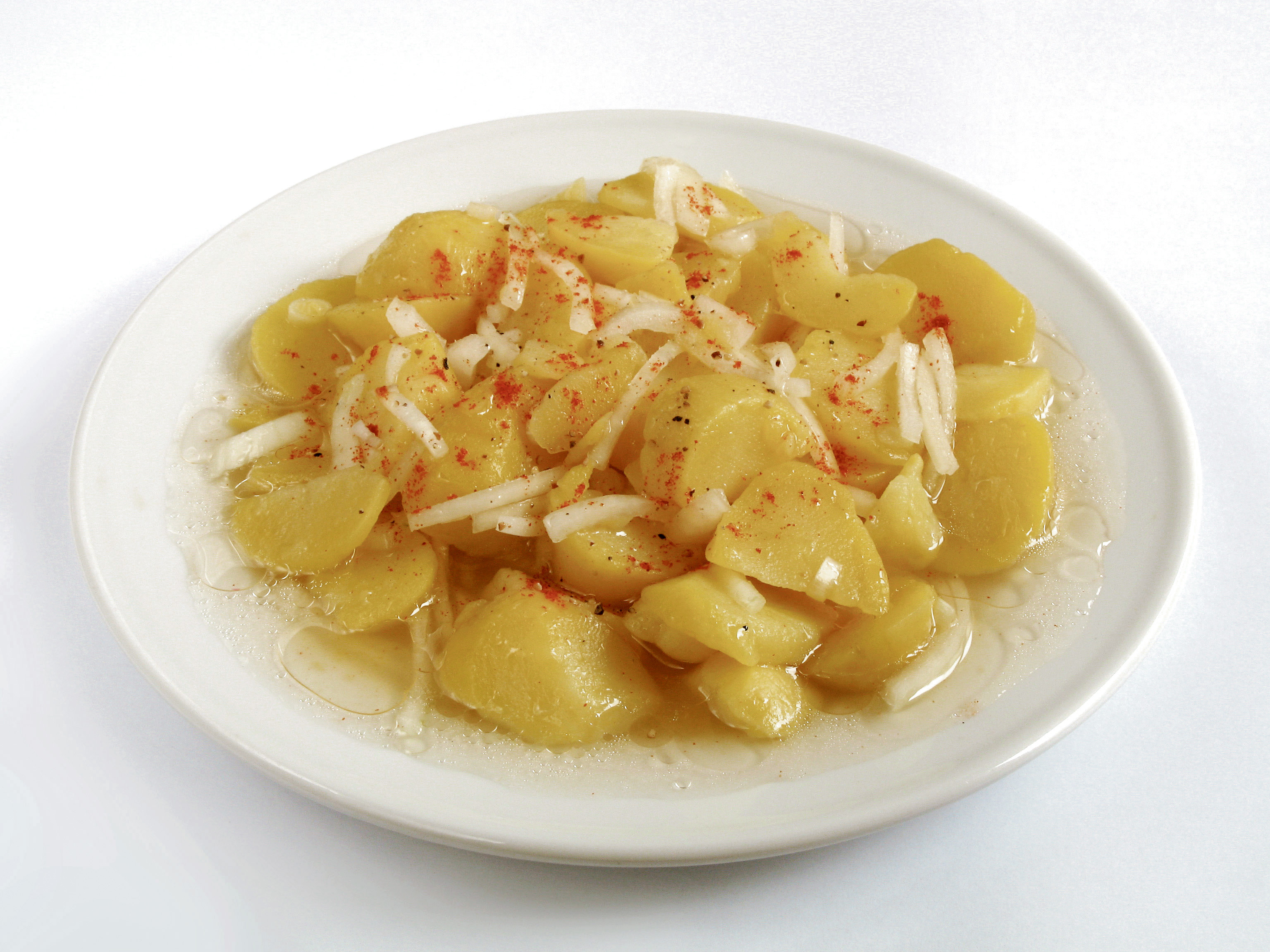
Amanida de patata (kartoffelsalat)

Els plats de carn poden ser salsitxes, escalopes (schnitzel), plats a base de bou, com el Tafelspitz de Viena, Rindslungenbraten, Zwiebelrostbraten, Vanillerostbraten, Girardirostbraten i Esterházy-Rostbraten, o d'aus, com el Brathendl, el gans amb Knödel o l'Ente amb Knödel i Rotkraut. Es fan mandonguilles (anomenades knödel) com, per exemple, el Semmelknödel, Erdapfelknödel, Serviettenknödel, Fleischknödel, Speckknödel, Kaspressknödel i Grammelknödel. També es cuina la carn de caça, com el faisà, el cérvol o el senglar.
Les sopes inclouen Fritattensuppe, Grießnockerlsuppe, Leberknödelsuppe, Steirische/Kärntner Klachlsuppe, Gulaschsuppe, la sopa de patates, la sopa de bolets i la sopa tirolesa.
Altres plats són el gulaix, l'amanida de patata, el Schweinsbraten amb Semmelknödel o Erdäpfelknödel, l'Eiernockerln, el Kärntner Kasnudeln, el Fleckerl (Krautfleckerl i Schinkenfleckerl), Rouladen (Rindsrouladen i Krautrouladen), Bauernschmaus, Stelze, Specklinsen amb Knödel, Reisfleisch, Krautfleisch, Faschierte Laibchen, Grenadiermarsch i Beuschel.

## Companatges

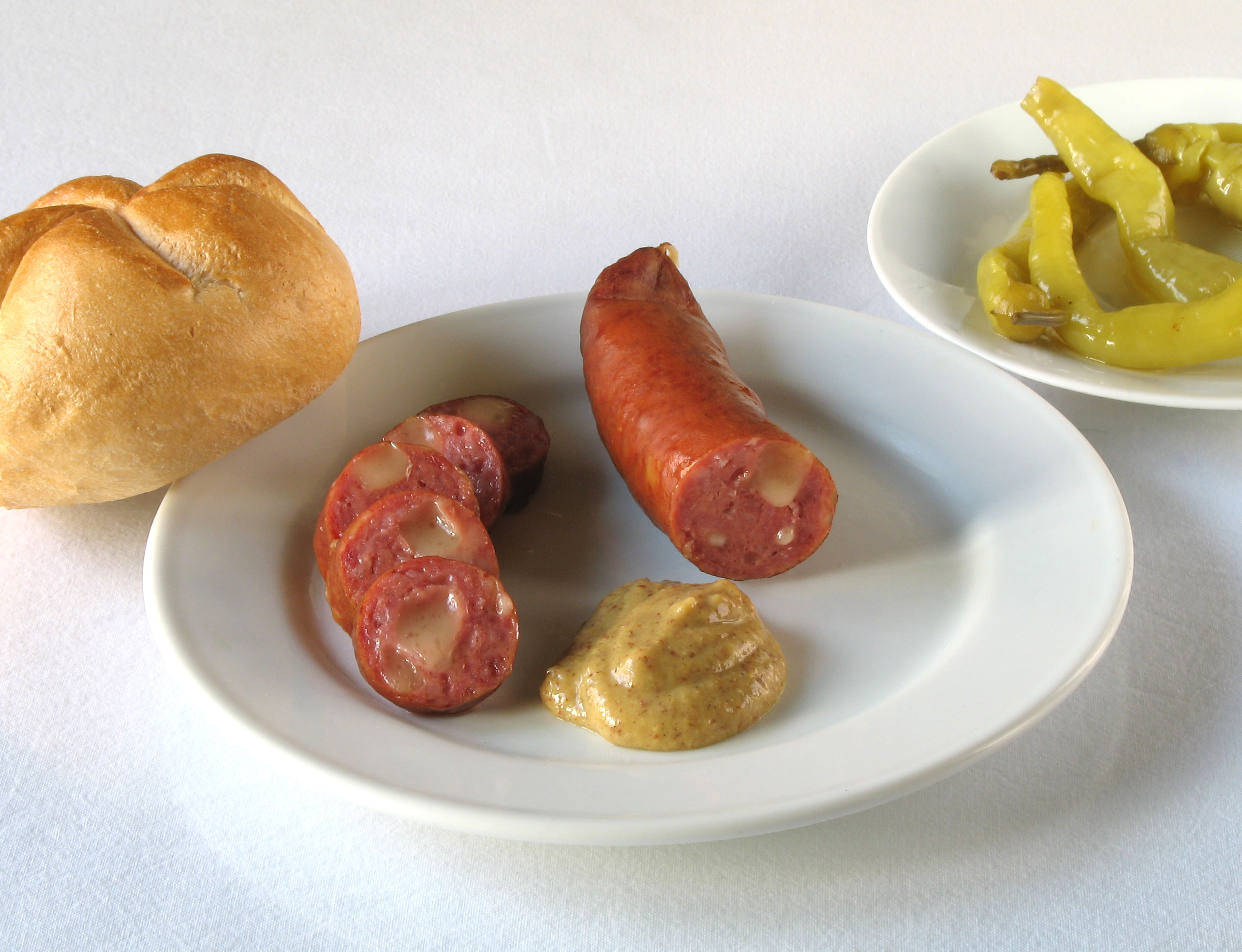
Käsekrainer

Els següents formatges austríacs estan protegits per una denominació d'origen (DO): Gailtaler Almkäse, Tiroler Almkäse / Tiroler Alpkäse, Tiroler Bergkäse, Tiroler Graukäse, Vorarlberger Alpkäse i Vorarlberger Bergkäse.

## Dolços

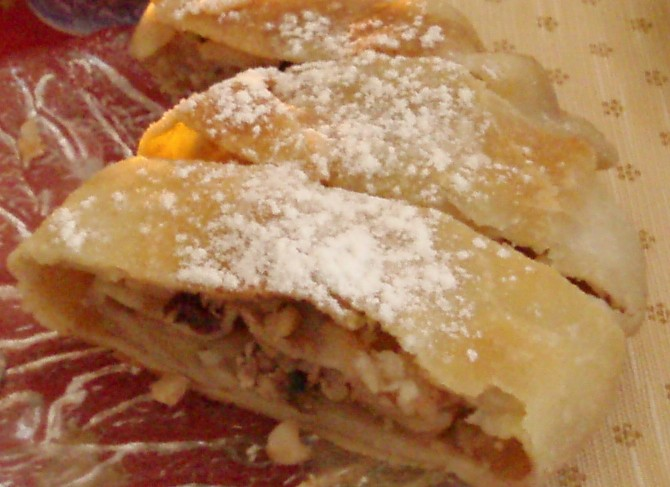
Estrúdel de poma

Els dolços incorporen molts farcellets tipus marillenknödel d'albercocs, zwetschkenknödel, topfenknödel de formatge blanc, germknödel i les boles de Mozart (Mozartkugeln). Alguns pastissos són el sacher (pastís de xocolata), el pastís de Linz, el pastís Esterházy, el pastís Malakoff i el gugelhupf. Els estrudels són una mena de panades dolces de les quals la més coneguda és la de poma, farcida amb trossos de poma cuita, també existeixen les anomenades topfenstrudel, mohnstrudel, i millirahmstrudel o milchrahmstrudel.

## Altres
Kaiserschmarrn amb Zwetschkenröster, Salzburger Nockerln, Palatschinken: Marillenmarmeladepalatschinken, Erdbeermarmeladepalatschinken, Topfenpalatschinken, Powidltascherln, Kärntner Reindling, Wiener Wäschermädln, Szomlauer Nockerln, Krapfen: Faschingskrapfen, Schlutzkrapfen, Brandteigkrapfen i Punschkrapfen, Buchtel, Mohnnudeln, Apfelspalten, Dalken, Kipferl: Nußkipferl, Butterkipferl i Vanillekipferl, Golatsche: Topfengolatsche, Marillengolatsche i Powidlgolatsche, Leberkässemmel, Burenwurst, Frankfurter Würstl, Käsekrainer i Debreziner.